# Nadine (2007)
Nadine is een Nederlandse film uit 2007 van Erik de Bruyn. 
De rol van Nadine wordt door drie vrouwen gespeeld: Halina Reijn speelt Nadine op 32-jarige leeftijd, Sanneke Bos op 36-jarige leeftijd en Monic Hendrickx op 40-jarige leeftijd, waarbij er niet is geprobeerd om de drie actrices op elkaar te laten lijken. De rol van Hendrickx is het heden en haar persoon zien we het meest in beeld.
Het was de openingsfilm van het Mannheim Heidelberg International Filmfestival en de afsluitingsfilm van het Nederlands Film Festival in Utrecht. De film werd verder vertoond op diverse internationale filmfestivals, waaronder het Sao Paolo International Filmfestival.

## Verhaal
Nadine is een succesvolle en ambitieuze alleenstaande vrouw in de veertig. Ze heeft een grote kinderwens, maar het nog krijgen van een kind lijkt onhaalbaar. Ze kijkt terug op haar verleden en op een van haar verbroken relaties. De man uit die verbroken relatie komt ze tegen in een supermarkt, hij blijkt een kind te hebben. Uit jaloezie neemt ze in een opwelling het kind mee en ontvoert ze het naar Portugal, waar ze van de buitenwereld afgesloten van haar nieuwe leven probeert te genieten.

## Rolverdeling
- Monic Hendrickx - Nadine, 40 jaar
- Sanneke Bos - Nadine, 36 jaar
- Halina Reijn - Nadine, 32 jaar
- Mano Tzoulakis - Sam
- Fedja van Huêt - Daniel
- Frank Lammers - Vince
- Rifka Lodeizen - Felice
- Hadewych Minis - Aimee
- Marleen Scholten - Julia
- Michel van Dousselaere - vader Nadine
- Beppie Melissen - moeder Nadine
- Tine Laureyns - Nurse Sofia